# 藤原相如
藤原 相如（ふじわら の すけゆき）は、平安時代中期の貴族・歌人。藤原北家、右近衛中将・藤原助信の子。官位は正五位下・出雲守。

## 経歴
生年は不詳だが、祖父・藤原敦忠や父・助信の年齢などから、天暦年間半ば（950年頃）生まれと推定される。「すけ」の漢字が父と異なるのは藺相如や司馬相如を意識したことが考えられる。
天延2年（974年）に円融天皇の六位蔵人に補任される。この頃、保子内親王に仕える女房であった大納言の君（藤原伊尹の娘）と交際していたことが窺われる。その後、五位に叙せられて蔵人を退いたらしい。一条朝にて出雲守を務めたのちは散位。位階は正五位下に至る。
藤原道兼に家司として仕えその信頼も厚かったという。道兼は長徳元年（995年）4月27日に関白宣下を受けるが、間もなく病気となり5月8日に相如邸にて死去する。その悲しみのあまり相如も病を得て、道兼の四十九日の法要に立ち会えない無念さを何度も言いながら、道兼が没して僅か3週間後の同月29日に卒去。

## 人物
歌人として活動するが、生前は特に優れた歌人として認められた様子がなく、勅撰和歌集への入集（7首）も平安時代末に編纂された『詞花和歌集』以降となっている。娘も歌人として名を残している。
家集に『相如集』があり、全65首のうち自身の手によるものと想定されるものが48首採録されている。歌合など公式な場における作品や屏風歌などはなく、主に後宮の女性たちとの贈答歌によって構成されている。
大中臣能宣、清原元輔、菅原輔昭などとの交流が見られる。また、父・助信との贈答歌や父を悼む歌も存在する。

## 官歴
- 時期不詳：長門権介正六位上[11]
- 天延2年（974年） 11月25日：六位蔵人[12]
- 長徳元年（995年） 4月：見前出雲守[8]。5月29日：卒去[8]

## 系譜
『尊卑分脈』による。
- 父：藤原助信
- 母：藤原俊連の娘
- 妻：藤原安親の娘
  - 男子：藤原親任
- 生母不明の子女
  - 女子：藤原頼政室
  - 女子：源兼澄室